# 1994-es síkvízi kajak-kenu világbajnokság
Az 1994-es síkvízi kajak-kenu világbajnokságot a mexikói Mexikóvárosban rendezték 1994-ben. Ez a huszonhatodik kajak-kenu világbajnokság volt. A magyar csapat az éremtáblázaton az első helyezést érte el összesítésben.

## Éremtáblázat
*   Rendező
  *   Magyarország
| Helyezés | Ország           | Arany | Ezüst | Bronz | Összesen |
| -------- | ---------------- | ----- | ----- | ----- | -------- |
| 1.       | Magyarország     | 6     | 12    | 2     | 20       |
| 2.       | Németország      | 4     | 2     | 3     | 9        |
| 3.       | Oroszország      | 4     | 0     | 0     | 4        |
| 4.       | Lengyelország    | 3     | 1     | 2     | 6        |
| 5.       | Bulgária         | 2     | 1     | 1     | 4        |
| 6.       | Fehéroroszország | 2     | 0     | 0     | 2        |
| 7.       | Románia          | 1     | 5     | 1     | 7        |
| 8.       | Ausztrália       | 1     | 1     | 1     | 3        |
| 9.       | Dánia            | 1     | 0     | 0     | 1        |
| 10.      | Olaszország      | 0     | 1     | 1     | 2        |
| 10.      | Svédország       | 0     | 1     | 1     | 2        |
| 12.      | Ukrajna          | 0     | 0     | 3     | 3        |
| 13.      | Kanada           | 0     | 0     | 2     | 2        |
| 13.      | Norvégia         | 0     | 0     | 2     | 2        |
| 15.      | Csehország       | 0     | 0     | 1     | 1        |
| 15.      | Franciaország    | 0     | 0     | 1     | 1        |
| 15.      | Mexikó           | 0     | 0     | 1     | 1        |
| 15.      | Szlovákia        | 0     | 0     | 1     | 1        |
| 15.      | Spanyolország    | 0     | 0     | 1     | 1        |
| Összesen | Összesen         | 24    | 24    | 24    | 72       |

## Eredmények

### Férfiak

#### Kenu
| Versenyszám | Arany                                                                                     | Arany    | Ezüst                                                                          | Ezüst    | Bronz                                                                           | Bronz    |
| ----------- | ----------------------------------------------------------------------------------------- | -------- | ------------------------------------------------------------------------------ | -------- | ------------------------------------------------------------------------------- | -------- |
| C1 200 m    | Nikolaj Buhalov · Bulgária                                                                | 41,869   | Hoffmann Ervin · Magyarország                                                  | 42,241   | Mihajlo Szlivinszkij · Ukrajna                                                  | 42,281   |
| C1 500 m    | Nikolaj Buhalov · Bulgária                                                                | 1:55,264 | Pulai Imre · Magyarország                                                      | 1:56,752 | Mihajlo Szlivinszkij · Ukrajna                                                  | 1:57,056 |
| C1 1000 m   | Ivans Klementjevs · Lengyelország                                                         | 4:08,144 | Nikolaj Buhalov · Bulgária                                                     | 4:08,208 | Victor Partnoi · Románia                                                        | 4:10,424 |
| C2 200 m    | Aljakszandr Maszjajkov · Dmitrij Dovhaljonok · Fehéroroszország                           | 39,792   | Kolonics György · Horváth Csaba · Magyarország                                 | 40,000   | Oliver Bolivn · Sylvain Hoyer · Franciaország                                   | 40,400   |
| C2 500 m    | Gheorghe Andriev · Grigore Obreja · Románia                                               | 1:47,780 | Kolonics György · Horváth Csaba · Magyarország                                 | 1:48,452 | Blagoveszt Sztojanov · Martin Marinov · Bulgária                                | 1:49,812 |
| C2 1000 m   | Andreas Dittmer · Gunar Kirchbach · Németország                                           | 3:50,100 | Novák Ferenc · Boldizsár Gáspár · Magyarország                                 | 3:51,988 | Dariusz Koszykowski · Tomasz Goliasz · Lengyelország                            | 3:52,484 |
| C4 200 m    | Pavel Konovalov · Andrej Kabanov · Szergej Csemerov · Alekszandr Kosztoglod · Oroszország | 35,412   | Kolonics György · Horváth Csaba · Szabó Attila · Hoffmann Ervin · Magyarország | 35,524   | Petr Procházka · Tomáš Křivánek · Roman Dittrich · Waldemar Fibgir · Csehország | 36,020   |
| C4 500 m    | Hoffmann Ervin · Szabó Attila · Boldizsár Gáspár · Novák Ferenc · Magyarország            | 1:30,464 | Marcel Glavin · Cosmin Pasca · Antonel Borsan · Florin Popescu · Románia       | 1:30,480 | Slavomír Kňazovický · Peter Páleš · Csaba Orosz · Juraj Filip · Szlovákia       | 1:32,592 |
| C4 1000 m   | Pulai Imre · Kolonics György · Takács Tibor · Horváth Csaba · Magyarország                | 3:26,708 | Marcel Glavin · Cosmin Pasca · Antonel Borsan · Florin Popescu · Románia       | 3:29,872 | Juan Martinez · Antonio Romero · Ramón Ferrer · Benjamín Castaneda · Mexikó     | 3:34,648 |

#### Kajak
| Versenyszám | Arany                                                                                     | Arany    | Ezüst                                                                                 | Ezüst    | Bronz                                                                              | Bronz    |
| ----------- | ----------------------------------------------------------------------------------------- | -------- | ------------------------------------------------------------------------------------- | -------- | ---------------------------------------------------------------------------------- | -------- |
| K1 200 m    | Szjarhej Kalesznik · Fehéroroszország                                                     | 36,737   | Fehérvári Vince · Magyarország                                                        | 37,445   | Miguel García Fernández · Spanyolország                                            | 37,541   |
| K1 500 m    | Borhi Zsombor · Magyarország                                                              | 1:42,236 | Daniel Collins · Ausztrália                                                           | 1:42,416 | Knut Holmann · Norvégia                                                            | 1:42,876 |
| K1 1000 m   | Clint Robinson · Ausztrália                                                               | 3:38,714 | Borhi Zsolt · Magyarország                                                            | 3:38,962 | Knut Holmann · Norvégia                                                            | 3:40,842 |
| K2 200 m    | Maciej Freimut · Adam Wysocki · Lengyelország                                             | 36,156   | Romică Şerban · Daniel Stojan · Románia                                               | 36,180   | Kay Bluhm · Torsten Gutsche · Németország                                          | 36,324   |
| K2 500 m    | Kay Bluhm · Torsten Gutsche · Németország                                                 | 1:33,108 | Rajna András · Adrovicz Attila · Magyarország                                         | 1:33,588 | Martin Hunter · Clint Robinson · Ausztrália                                        | 1:33,876 |
| K2 1000 m   | Jesper Staal · Thor Nielsen · Dánia                                                       | 3:21,268 | Antonio Rossi · Daniele Scarpa · Olaszország                                          | 3:22,772 | Beé István · Szijártó István · Magyarország                                        | 3:25,908 |
| K4 200 m    | Anatolij Tyiscsenko · Oleg Gorobij · Szergej Verlin · Viktor Gyenyiszov · Oroszország     | 32,180   | Floran Scoica · Sorin Petcu · Martin Popescu · Magyar Géza · Románia                  | 32,308   | Olekszij Szlivinszkij · Andrij Petrov · Jurij Kicsajev · Andrij Borzukov · Ukrajna | 32,452   |
| K4 500 m    | Viktor Gyenyiszov · Anatolij Tyiscsenko · Szergej Verlin · Oleg Gorobij · Oroszország     | 1:21,488 | Floran Scoica · Sorin Petcu · Martin Popescu · Magyar Géza · Románia                  | 1:21,900 | Horváth Gábor · Csipes Ferenc · Antal Zoltán · Hegedűs Róbert · Magyarország       | 1:22,264 |
| K4 1000 m   | Viktor Gyenyiszov · Anatolij Tyiscsenko · Alekszandr Ivanyik · Oleg Gorobij · Oroszország | 3:01,408 | Piotr Markiewicz · Grzegorz Kotowicz · Adam Wysocki · Marek Witkowski · Lengyelország | 3:02,368 | Thomas Reineck · Oliver Kegel · André Wohllebe · Mario von Appen · Németország     | 3:02,680 |

### Nők

#### Kajak
| Versenyszám | Arany                                                                         | Arany    | Ezüst                                                                         | Ezüst    | Bronz                                                                           | Bronz    |
| ----------- | ----------------------------------------------------------------------------- | -------- | ----------------------------------------------------------------------------- | -------- | ------------------------------------------------------------------------------- | -------- |
| K1 200 m    | Kőbán Rita · Magyarország                                                     | 42,904   | Anna Olsson · Svédország                                                      | 42,984   | Caroline Brunet · Kanada                                                        | 43,244   |
| K1 500 m    | Birgit Schmidt · Németország                                                  | 1:53,552 | Kőbán Rita · Magyarország                                                     | 1:54,196 | Josefa Idem · Olaszország                                                       | 1:54,640 |
| K2 200 m    | Dónusz Éva · Laky Éva · Magyarország                                          | 40,252   | Birgit Schmidt · Daniela Gleue · Németország                                  | 40,492   | Barbara Hacjel · Elżbieta Urbańczyk · Lengyelország                             | 40,828   |
| K2 500 m    | Elżbieta Urbańczyk · Barbara Hacjel · Lengyelország                           | 1:49,684 | Czigány Kinga · Mednyánszky Szilvia · Magyarország                            | 1:50,804 | Birgit Schmidt · Daniela Gleue · Németország                                    | 1:51,396 |
| K4 200 m    | Dónusz Éva · Mednyánszky Szilvia · Laky Éva · Kőbán Rita · Magyarország       | 37,120   | Birgit Schmidt · Anett Schuck · Ramona Portwich · Daniela Gleue · Németország | 37,168   | Caroline Brunet · Klari MacAskill · Alison Herst · Corrina Kennedy · Kanada     | 37,328   |
| K4 500 m    | Birgit Schmidt · Ramona Portwich · Anett Schuck · Daniela Gleue · Németország | 1:35.588 | Czigány Kinga · Dónusz Éva · Kőbán Rita · Mednyánszky Szilvia · Magyarország  | 1:35,952 | Anna Olsson · Susanne Rosenqvist · Maria Haglund · Ignela Ericsson · Svédország | 1:37,648 |

## A magyar csapat
Az 1994-es magyar vb keret tagjai:
| férfiak kajak | férfiak kajak                                            | férfiak kajak |
| ------------- | -------------------------------------------------------- | ------------- |
| K1 200 m      | Fehérvári Vince                                          | Ezüstérem     |
| K2 200 m      | Gyulay Zsolt Fehérvári Vince                             | 7.            |
| K4 200 m      | Rajna András Adrovicz Attila Gyulay Zsolt Hegedűs Róbert | 4.            |
| K1 500 m      | Borhi Zsombor                                            | Aranyérem     |
| K2 500 m      | Adrovicz Attila Rajna András                             | Ezüstérem     |
| K4 500 m      | Horváth Gábor Csipes Ferenc Antal Zoltán Hegedűs Róbert  | Bronzérem     |
| K1 1000 m     | Borhi Zsombor                                            | Ezüstérem     |
| K2 1000 m     | Beé István Szijártó István                               | Bronzérem     |
| K4 1000 m     | Gyulay Zsolt Csipes Ferenc Borhi Zsombor Horváth Gábor   | 4.            |

| férfi kenu | férfi kenu                                                | férfi kenu |
| ---------- | --------------------------------------------------------- | ---------- |
| C1 200 m   | Hoffmann Ervin                                            | Ezüstérem  |
| C2 200 m   | Kolonics György Horváth Csaba                             | Ezüstérem  |
| C4 200 m   | Kolonics György Horváth Csaba Szabó Attila Hoffmann Ervin | Ezüstérem  |
| C1 500 m   | Pulai Imre                                                | Ezüstérem  |
| C2 500 m   | Kolonics György Horváth Csaba                             | Ezüstérem  |
| C4 500 m   | Hoffmann Ervin Szabó Attila Boldizsár Gáspár Novák Ferenc | Aranyérem  |
| C1 1000 m  | Pulai Imre                                                | 5.         |
| C2 1000 m  | Novák Ferenc Boldizsár Gáspár                             | Ezüstérem  |
| C4 1000 m  | Pulai Imre Kolonics György Takács Tibor Horváth Csaba     | Aranyérem  |

| nők kajak | nők kajak                                               | nők kajak |
| --------- | ------------------------------------------------------- | --------- |
| K1 200 m  | Kőbán Rita                                              | Aranyérem |
| K2 200 m  | Kőbán Rita Laky Éva                                     | Aranyérem |
| K4 200 m  | Dónusz Éva Mednyánszky Szilvia Laky Éva Kőbán Rita      | Aranyérem |
| K1 500 m  | Kőbán Rita                                              | Ezüstérem |
| K2 500 m  | Czigány Kinga Mednyánszky Szilvia                       | Ezüstérem |
| K4 500 m  | Czigány Kinga Dónusz Éva Kőbán Rita Mednyánszky Szilvia | Ezüstérem |